# Palpomyia almeidai
Palpomyia almeidai är en tvåvingeart som först beskrevs av Lane 1946.  Palpomyia almeidai ingår i släktet Palpomyia och familjen svidknott. Inga underarter finns listade i Catalogue of Life.